# Bonneberg
Der Bonneberg ist ein Berg mit einer Höhe von 170 m ü. NN in Vlotho. Der Berg liegt im nördlichen Bereich des Ortsteils Valdorf. Sein Name ist erklärbar durch die älteste bekannte Erwähnung als Bunenberg, also Bune (Bühne) für eine größere gleichmäßige Erhebung. Er gehört naturräumlich zum Weserbergland bzw. zum Lipper Bergland. Der Bonneberg war einst auch Namensgeber für die zur ehemaligen Gemeinde Valdorf gehörende Bauerschaft Bonneberg (Ort). Südlich liegt das Naturschutzgebiet Paterberg.